# Suspicion (Stargate Atlantis)
Suspicion (Sospecha) corresponde al quinto episodio de la primera temporada de la serie de televisión de ciencia ficción Stargate Atlantis.

## Trama
El Portal de Atlantis se activa, y tras recibir el código de Sheppard, Weir ordena bajar el escudo. Seguidos de varias ráfagas de armas aturdidoras Wraith, todo el equipo del Mayor Sheppard logra atravesar la puerta, aunque el Dr. McKay es alcanzado por un disparo en la cara, dejándolo temporalmente paralizado. Sin embargo, el hecho de que ésta sea la quinta vez en nueve misiones que se topan con los Espectros, lleva a la Dra. Weir a concluir que hay un espía en Atlantis.
Más adelante, todos, excepto Teyla, se reúnen para discutir la situación. En medio de roces entre Sheppard y el Sargento Bates por las sospechas sobre los Athoscianos, se decide suspender la actividad del Portal y establecer zonas restringidas. Además, Weir solicita reunirse con cada Athosciano.
Tras la reunión, Sheppard se encuentra con Teyla y le explica de las medidas tomadas. Si bien ella reacciona alarmada por las sospechas que recaen en su gente, Teyla conviene renuentemente en cooperar.
Después, Weir tiene una entrevista con Halling, quien confiesa que cree que ellos ya no confían en los Athoscianos. Si bien Weir explica que honestamente no saben en quien confiar, la entrevista termina abruptamente cuando Halling no soporta una acusación hecha por el Sargento Bates y se va enojado.
En tanto, Zelenka y McKay consiguen accidentalmente abrir la bahía de Saltadores, permitiéndoles a estos salir de la ciudad. 
Por otro lado, Teyla conversa con los otros Athoscianos sobre las medidas tomadas de seguridad contra ellos. Si bien Teyla cree en que la Dra. Weir lo hace por el bien de todos, Halling y el resto sienten que lo mejor es irse de Atlantis, lo cual saben tampoco es muy posible debido a la constante amenaza de los Espectros. Conociendo la opinión de su gente, Teyla va a su entrevista con Weir, insistiéndole en la inocencia de ellos, pero explicando también que a diferencia suya, el resto de los Athoscianos no entiende bien la situación. Ella además le habla sobre los planes para dejar la ciudad. 
En tanto, El Mayor Sheppard y el Teniente Ford deciden salir en un Brincacharcos a explorar el resto del planeta. Mientras vuelan, Ford sugiere llamar al planeta "Atlántica", pero Sheppard lo detiene recordándole que no puede nombrar nada. Ya en órbita, ambos descubren la existencia de un gran continente en el planeta. De aproximadamente 15 millones de km., la masa de tierra da una idea al Sgto. Bates. Él sugiere enviar a los Athoscianos allí, pero Weir no está lista para tomar una decisión así. Sin embargo, pronto esa decisión deja de estar sus manos, cuando Halling y otros Athoscianos van a informarle a ella que desean ir a la tierra descubierta a comenzar una nueva vida.
Los Athoscianos preparan sus cosas, mientras Teyla se despide con tristeza de ellos, ya que por primera vez en su vida se ve separada de su gente.
Con los Athoscianos en el continente, la suspensión del Stargate es levantada, y el equipo de Sheppard sale a explorar una vez más. Mientras el resto examina unas ruinas antiguas cerca del Portal, Sheppard envía a Teyla y a Ford a tratar de contactarse con los nativos. Teyla se adentra sola en el bosque, luego de pensar que la presencia de Ford asustó a los nativos. En tanto, en las cercanías del portal, el resto del equipo se encuentra con los Wraith, y se ven obligados a huir de vuelta a Atlantis, sin Ford y Teyla y con el Mayor inconsciente producto de un disparo aturdidor que recibe. Tras unos minutos, la puerta vuelve activarse; son Teyla y Ford que están bajo fuego enemigo. Luego de que los equipos de seguridad rodean la sala del portal, bajan el escudo y Teyla llega arrastrando a penas al Teniente Ford.
Weir, Sheppard y Bates se reúnen para tratar lo ocurrido. Bates cree que Teyla es la espía, lo que irrita a Sheppard, quien finalmente le ordena retirarse del lugar. Bates entonces lleva las cosas de Teyla al laboratorio de McKay y le ordena revisarlas.
Mientras, Sheppard va a ver a Ford en la enfermería, para que cuente lo que ocurrió. Su testimonio valida la historia de Teyla, probando que ella no ayudó directamente a los Wraith en forma alguna. Sin embargo, McKay llega e informa a Sheppard que descubrió algo en las pertenencias de Teyla. Resulta que su collar es un transmisor de corto alcance. 
John recuerda que él encontró ese collar en unas cuevas en Athos, la primera vez, y esto permite a McKay resolver todo el asunto. El collar se activó al ser tocado por Sheppard, por lo que Teyla no tenía idea de que estaba ayudando a los Espectros. Sabiendo ahora como los encuentran cada vez, Sheppard planea usar el transmisor en contra los Wraith para intentar capturar uno vivo.
Después de armarse con un arsenal de armas no letales, ellos vuelven al planeta de las ruinas y preparan la trampa. Usando el collar como anzuelo, ellos colocan a los Espectros en posición y activan granadas flashbang y algunos explosivos en el suelo. Logran derribar a un Espectro, pero éste entonces inicia una autodestrucción para prevenir ser capturado. Por su parte, Teyla termina enfrascada en una lucha mano a mano con un Wraith, el cual finalmente es paralizado antes de que active su autodestrucción.
De vuelta en Atlantis, Teyla va de visita al continente y Weir envía con ella un mensaje y una disculpa a los Athoscianos. Teyla acuerda entregárselos, y además asegura la Dra. Weir que su lugar, ella hubiera hecho lo mismo.
En ese mismo momento, Sheppard va a interrogar a su huésped, quien está agitado por haber sido capturado. El Espectro amenaza con alimentarse de él en cuanto sea liberado, pero además informa a Sheppard que su captura solo acelerara la llegada de los Wraith, y con ello, el fin de Atlantis.

## Artistas invitados
- Paul McGillion como Carson Beckett.
- Dean Marshall como el Sargento Bates.
- Christopher Heyerdahl como Halling.
- David Nykl como el Dr. Zelenka.
- Boyan Vukelic como el Sargento Stackhouse.
- Ross Hull como el Dr. Corrigan.
- James Lafazanos como el Wraith "Steve".
- Santo Lombardo como Athosciano.
- Agam Darshi como Athosciano.
- Edmond Wong como Técnico.
- Andre Benjamin como guardia.
- Phoenix Ly como Yamato.